# Jerzy Grotowski

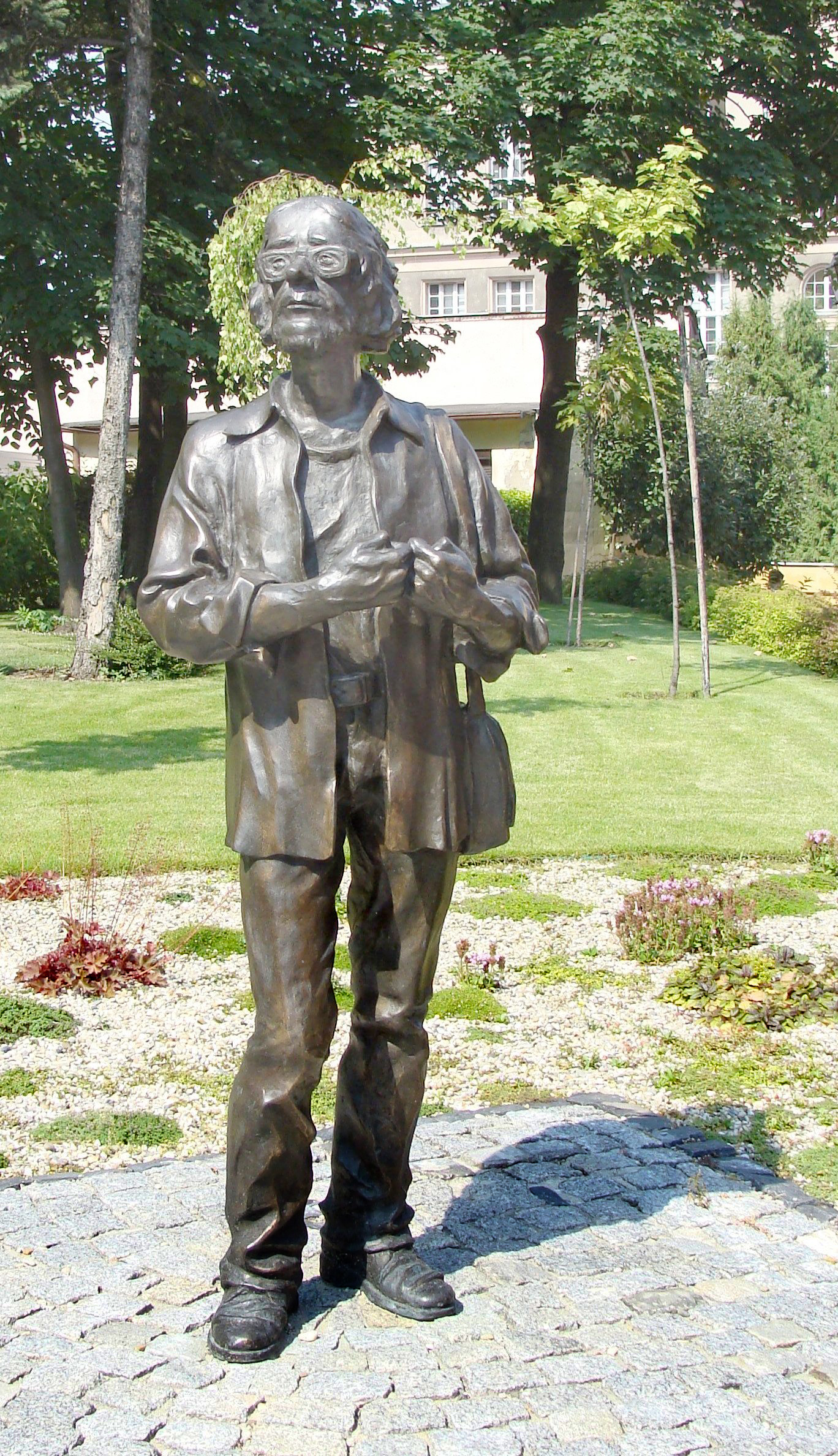
Jerzy Grotowski, staty i Opole.

Jerzy Marian Grotowski född 11 augusti 1933 i Rzeszów, Polen, död 14 januari 1999 i Pontedera, i Toscana i Italien, var en polsk regissör, teaterteoretiker, pedagog och skapare av en metod för skådespelarträning. Han anses som en av de största personligheterna inom 1900-talets teater.
Grotowskis världsrykte bygger på några få föreställningar som han skapade under 1960-talet och början av 1970-talet. Under denna tid var han mycket omtalad och många viktiga teaterpersonligheter blev intresserade av Grotowskis verk. Särskilt var hans inflytande stort på fria experimentella teatergrupper. Därefter slutade Grotowski att göra teaterföreställningar och övergick till att använda teaterliknande former och principer för att utforska det mänskliga psyket och dess relation till traditionella kulturers ritualer.

## De första åren
Under sina första år bodde Jerzy Grotowski med sin familj i Przemyśl. När han var sex år bröt andra världskriget ut och Polen invaderades och ockuperades av Tyskland och Sovjetunionen. Modern tog sig ut på landet och bodde med de två sönerna i ett litet hus på en bondgård i en by nära födelsestaden Rzeszów. Fadern Marian stred med den polska armén vid krigets början och tog sig efter nederlaget till Västeuropa, där han stred med den polska exilarmén. Efter kriget valde han att inte återvända till Polen och hade sedan dess endast brevkontakt med sonen.
1955 gick Grotowski ut skådespelarutbildningen på Państwowa Wyższa Szkoła Teatralna im. Ludwika Solskiego (Ludwik Solskis teaterhögskola) i Kraków. Därefter studerade han teaterregi på teaterhögskolan Gosudarstvennyj Institut Teatralnogo Iskusstva IM. A.B. Lunatjarskogo (GITIS) i Moskva, där han lärde känna Stanislavskijs skådespelarträningsmetod. Grotowski har berättat att han efter studentexamen sökte till universitetsutbildningar i indologi och psykiatri förutom teaterhögskolan, och att det var något av en slump att det just blev teater. Hans intressen för indisk filosofi och det mänskliga psykets djupaste skikt fortsatte dock att vara viktiga under hela hans karriär. Efter återkomsten till Kraków fortsatte han sina regissörsstudier på stadens teaterhögskola och gjorde 1957 sin debut som regissör. På Stary Teatr (”Gamla teatern”), en av Krakóws två viktiga institutionsteatrar, var han medregissör till en uppsättning av Eugène Ionescos Stolarna. Redan här visade Grotowski prov på en självständig hållning till dramatexten, vilket skulle bli ett av hans kännemärken.

## Regissör och teaterman
Under de första åren i Kraków gjorde Grotowski flera uppsättningar och blev omtalad som en intressant regissör i den yngre generationen. Hans stora chans att skapa någonting eget kom 1959, när de lokala myndigheterna i staden Opole sökte efter en ny kraft som kunde rycka upp stadens teater, Teatr 13 Rzędów (De 13 radernas teater). De frågade först teaterkritikern Ludwik Flaszen, som dock rekommenderade dem att anställa Grotowski. Själv blev Flaszen teaterns litterära chef (ungefär motsvarande dramaturg). Han förblev sedan en av Grotowskis närmaste medarbetare, och efter Grotowskis död en viktig expert och informationskälla.
I Opole fick Grotowski möjlighet att arbeta med en grupp skådespelare och medarbetare som kunde hjälpa honom att förverkliga sin unika vision. Det var också här han började utarbeta den skådespelarträning som hjälpte honom att av de unga skådespelarna på teatern i Opole göra konstnärer som överskred teaterkonstens vanliga gränser.
1962 ändrade han teaterns namn till Teatr Laboratorium 13 Rzędów. Tillägget ”laboratorium” skulle understryka arbetets experimentella karaktär. Hans första uppsättning i Opole var Jean Cocteaus Orfeus. Han fortsatte med polska och internationella klassiker som George Byrons Kain, Majakovskijs Mistero Buffo, Shakuntala av sanskritpoeten Kālidāsaa, Dziady (Förfädersfesten) av Adam Mickiewicz, Kordian av Juliusz Słowacki, Akropolis av Stanisław Wyspiański och Den tragiska historien om doktor Faustus av Christopher Marlowe. Akropolis var den uppsättning som satte fart på Grotowskis internationella karriär, tack vare besökande utländska teaterforskares och teaterpraktikers entusiastiska reaktioner. Bland annat filmatiserades föreställningen med en inledning av regissören Peter Brook som tillhörde Grotowskis varmaste anhängare. Samtliga dessa föreställningar presenterades som gjorda ”efter” eller ”med ord av” författaren, eftersom Grotowski ville understryka att han skapade en egen teaterkonst där texten bara var en mindre del av helheten.

## Utformning av teaterrummet
Grotowski experimenterade också, med hjälp av arkitekten Jerzy Gurawski och scenografen Józef Szajna, med olika sätt att utforma scenrummet och placera skådespelare och publik relativt varandra. Avsikten var att ändra relationen mellan scen och salong och finna nya former för att involvera publiken i teaterhändelsen. I t ex Förfädersfesten (1962) var publik och skådespelare blandade huller om buller i samma rum och skådespelarna reste sig efter hand från sina stolar för att delta i spelet. I Kordian (1962) var teaterrummet inrett som ett mentalsjukhus med våningssängar, publiken fick rollen av mentalpatienter och skådespelarna var vårdpersonal. I Den tragiska historien om doktor Faust (1963) var fiktionen att åskådarna var inbjudna som gäster på middag hos den döende Faust och skulle lyssna på dennes bekännelser. De satt på bänkar vid ett stort bord som fungerade som scen  . Grotowski blev dock besviken på resultatet av dessa försök. Distansen fanns kvar, publiken tog det ofta som en lek eller började spela med på ett klichéfyllt sätt. Den åsyftade enheten mellan skådespelare och publik, i egenskap av deltagare i en och samma dramatiska ritual, uteblev. I senare föreställningar modifierade han sin princip. I Akropolis (1962-69) och Apocalypsis cum figuris (1969-1980) befann sig publik och skådespelare tätt intill varandra i samma rum, men utan försök till interaktion. . I Den ståndaktige prinsen (1965-1970) var scenen omgiven av ett högt plank och publiken måste stå upp och kika över planket för att kunna se föreställningen.   .

## Kommunistpartiet och flytten till Wrocław
Grotowski var sedan 1955 medlem av det styrande kommunistpartiet (och förblev medlem tills partiet upplöstes 1990). Hur mycket det var av ideologisk övertygelse och hur mycket av praktiska skäl är svårt att säga, men en bidragande orsak var troligen att han ville göra myndigheterna mer vänligt stämda mot teatern. Trots detta, och trots det allt större intresset för Grotowskis teater både i Polen och internationellt, blev de lokala myndigheterna i Opole allt mer missnöjda. De ville ha en mer folklig, populär inriktning och var ointresserade av konstnärliga experiment. Grotowski försökte tillgodose detta genom att vid sidan av experimentverksamheten göra lättsammare föreställningar som tog upp aktuella samhällsfrågor. Han övertalade också några av de ledande skådespelarna att gå med i kommunistpartiet   . 1964 drabbades dock teatern av kraftiga budgetnedskärningar och hotades av stängning. Lösningen blev att den närbelägna storstaden Wrocław bjöd in Grotowski att flytta verksamheten dit. I samband med flytten till Wrocław 1965 förkortades teaterns namn till helt enkelt Teatr Laboratorium. Än idag används vanligen detta namn när man talar om Grotowskis teatergrupp även om dess officiella namn ändrades några gånger under årens lopp.
Grotowski var nu helt fokuserad på att arbeta med skådespelarna och utveckla sin metod. 1968 utgavs boken Towards a Poor Theatre med texter av och om Grotowski. Den fick stor spridning bland teaterintresserade i Västeuropa men utgavs av olika skäl inte på polska förrän 2007. Under Wrocławtiden fortsatte Teatr Laboratorium att spela Akropolis och gjorde även två nya föreställningar, Książę niezłomny (Den ståndaktige prinsen) efter Calderón/Słowacki och Apocalypsis cum figuris, som var inspirerad av de fyra evangelierna men även innehöll textpartier av T S Eliot och Simone Weil. Dessa två föreställningar samt Akropolis räknas som Grotowskis stora mästerverk och är grunden till hans världsberömmelse. Ett gemensamt drag hos dem var också att de fanns kvar på repertoaren i många år och gjordes om i nya versioner efterhand som uppsättningarna utvecklades.

## Teatersyn
En av Grotowskis viktiga grundprinciper var att sträva efter en ”fattig teater” (på polska: teatr ubogi). Det innebar att helt eller delvis avstå från gängse teaterteknik som ljus- och ljudanläggningar eller avancerad scenografi och kostym. Scenkläderna var enkla, ibland bara tygstycken eller säckar, rekvisitan var vardagsföremål som kunde varit upphittade i köket eller på vinden, även scenografin var enkel och gav ingen illusion av realism. Ljuset kom ofta från lampor som skådespelarna bar på och ljuden i föreställningen frambringades av skådespelarna själva, med röst, kropp eller föremål. Det viktiga i teatern skulle vara mötet mellan skådespelare och publik, allt annat sågs som utanverk  .
Grotowskis skådespelarträning hängde nära ihop med detta synsätt. Den innehöll en hård kroppsträning där skådespelaren utvecklade smidighet, styrka och akrobatiska förmågor. Meningen var dock inte att imponera på publiken med avancerade konster, som på cirkus. Syftet med träningen var att eliminera alla kroppsliga och tekniska hinder för skådespelarens fria uttryck, likaså själsliga hinder i form av hämningar eller fördomar. Denna eliminering av hinder kallade Grotowski ”via negativa” (den negativa vägen). Skådespelarens kropp skulle bli ett fulländat verktyg för känslouttryck och rösten skulle tränas för att kunna frambringa alla möjliga ljud och röstkvalitéer.
Grotowski menade att han utgick från den ryske teatermannen Konstantin Stanislavskijs epokgörande skådespelarträningsmetod för att uppnå psykologisk realism  . Det handlade dock inte om vardagsrealism som hos Stanislavskij, utan om stora, våldsamma känslor vid vansinnets och extasens gräns. Skådespelarens uppgift var att utföra en ”total akt” (polska: akt całkowity). Skådespelaren ”bör inte (…) spela, utan penetrera sina egna erfarenheter, liksom analysera dem med kropp och röst”. Skådespelaren återvänder till viktiga personliga erfarenheter och återupplever dem på ett ”renat” sätt där alla inre impulser kan uttryckas i kroppen tack vare den intensiva träningen.  Skådespelaren Ryszard Cieślak i titelrollen i Den ståndaktige prinsen anses ha uppfyllt detta ideal. I Apocalypsis cum figuris kom hela ensemblen i närheten men nådde inte lika långt.

## Efter teatern
Apocalypsis cum figuris blev den sista teaterföreställning som Grotowski regisserade. I fortsättningen ägnade han sig åt verksamheter som till sin form påminde om teater men inte hade som mål att skapa föreställningar inför publik. Under olika skeden kallade han det för Parateater (Parateatr, 1969-76), Källornas teater (Teatr Źródeł, 1976-82), Objektivt drama (Dramat obiektywny, 1982–1985) och Rituell konst / Konsten som farkost (Sztuka ritualna / Sztuka jako wehikuł, 1985–idag). 
Parateatern kan sägas påminna om psykodrama. Det handlade om att organisera ett slags gemensamma teatrala ritualer som skulle leda till ökad självkännedom hos deltagarna och kontakt med djupa skikt av personligheten. Övningarna hölls i början i Polen, senare även i andra länder. Även deltagarna var av blandade nationaliteter, ofta skådespelare och teatermänniskor men även andra. Verksamheten efter parateatern kan kallas teaterantropologi. Grotowski arbetade där med olika folkslags traditioner, rituella tekniker, traditionella teater och dans. Han besökte bland annat Mexiko, Haiti och Indien för att lära känna traditioner i dessa länder. Målet var att hitta universella principer bakom rituella tekniker från olika platser och undersöka hur de kunde påverka människan psykiskt och fysiskt. De grupper han arbetade med kunde ibland visa upp sitt arbete för utomstående, men det var inte att betrakta som föreställningar utan snarare som en demonstration av arbetsprocessen.

## Grotowski lämnar Polen
1982 beslöt Grotowski att lämna Polen och söka politisk asyl i USA. Kommunistregimen hade nyligen infört  krigstillstånd för att stoppa den fria fackföreningen  Solidaritets verksamhet, och Grotowski ansåg det omöjligt att arbeta i Polen under det svåra politiska förtryck som rådde. Beslutet kan verka paradoxalt eftersom han var medlem i kommunistpartiet och aldrig hade kritiserat det kommunistiska systemet offentligt. I samband med emigrationen beslöt han också att officiellt upplösa Teatr Laboratorium, som hade funnits kvar som grupp och arbetat med Grotowskis postteatrala verksamhet.
Under några år förde Grotowski en ambulerande tillvaro. Han arbetade med projekt på flera amerikanska universitet och bjöds även in att föreläsa och hålla kurser i andra länder. Han fick speciellt bra kontakt med några italienska teaterarbetare, vilket ledde till att han 1986 flyttade till Pontedera i Italien och grundade Workcenter of Jerzy Grotowski (från 1996 Workcenter of Jerzy Grotowski and Thomas Richards) som arbetade med projektet Konsten som farkost. Efter kommunismens fall i Polen 1989 återvände han då och då till hemlandet på besök men bodde kvar i Italien.
Mot slutet av sitt liv var Grotowski mest aktiv som föreläsare och lärare och lät sina medarbetare Thomas Richards och Mario Biagini sköta det praktiska arbetet i deras Workcenter. Han föreläste på universitet i många olika länder och utsågs till hedersdoktor på några av dem. 1997 utnämndes han till professor i teaterantropologi på Collège de France, en tjänst som skräddarsytts speciellt för honom. 1999 avled Grotowski i sitt hem i Pontedera efter en lång tids sjukdom. 

## Minnet av Grotowski
I Teatr Laboratoriums gamla lokaler på det centrala torget i Wrocław ligger idag Grotowskiinstitutet (Instytut im. Jerzego Grotowskiego) , som arbetar med dokumentation och informationsspridning om Grotowskis verksamhet och tankar.
År 2009, tio år efter Jerzy Grotowskis död och femtio år efter att han blivit chef för teatern i Opole, utropades av UNESCO till ett Grotowskiår, med föreläsningar, diskussioner och andra aktiviteter i många länder i världen  .

## Teater inspirerad av Grotowski
Grotowski har samarbetat med och inspirerat många viktiga teaterpersonligheter från olika länder.
Italiensk-norske Eugenio Barba kom 1961 till Polen för att studera vid den statliga teaterhögskolan PWST i Warszawa men blev i stället fram till 1963 nära medarbetare och regiassistent till Grotowski. 1964 grundade han Odin Teatret som finns kvar än idag och har sitt högkvarter i Holstebro i Danmark. Odinteatret fortsatte samarbeta med Teatr Laboratorium och Barba medverkade till att skrifter och böcker av Grotowski gavs ut i Västeuropa.
Peter Brook, en av 1900-talets största teaterregissörer, blev i mitten av 60-talet en beundrare av Grotowski och verkade för att sprida kunskapen om hans teater i Västeuropa och Amerika. De två samarbetade på olika sätt, bland annat bjöd de in varandra att visa föreställningar eller hålla kurser och föreläsningar, och Peter Brook använde sitt inflytande för att hjälpa Grotowski under hans liv i exil.
Amerikanen André Gregory var under 1960- och 70-talen en av USA:s ledande avantgardeteaterregissörer. Efter hand började han tvivla på teaterns möjligheter och reste 1975 till Polen för att delta i Grotowskis parateatrala verksamhet. I filmen Dinner with André (1981) berättar han bland annat om sitt arbete med Grotowski. Han gav också mycket hjälp till Grotowski under dennes första tid i USA  .
Tre svenska teaterpersonligheter som samarbetat med och/eller inspirerats av Grotowski är Ulf Ekeram (i många år lärare vid Teaterstudion i Stockholm), Sören Larsson (Larssons teater, Larssons och Adas teater  ) samt Robert Jakobsson (Teater Albatross ). Filmregissören Marianne Ahrne var personlig vän med Grotowski och spred kunskap om hans teater i Sverige. I hennes självbiografiska roman Katarina Horowitz drömmar skildras flera möten med Grotowski. Hon har också gjort en film om Grotowski för italiensk tv.
Under Grotowskis parateatrala period samarbetade han i flera år med Włodzimierz Staniewski, som dock senare bröt med Grotowski och grundade sin egen grupp, Teater Gardzienice. Gardzienice finns kvar än idag och räknas som en av Polens viktigaste experimentella teatergrupper.
I en bredare mening har Grotowski inspirerat den inriktning mot experimentell fysisk teater som många av 1960- och 70-talets fria teatergrupper ägnade sig åt .